# Yevgueni Lagunov
Yevgueni Aleksándrovich Lagunov (en ruso: Евгений Александрович Лагунов; nacido el 14 de diciembre de 1985) es un nadador ruso de estilo libre, que ganó la medalla de bronce en los 100 m de estilo libre en el Campeonato Europeo de Natación en Piscina Corta de 2005 en Trieste, Italia. También compitió en los Juegos Olímpicos de Atenas 2004 por su país natal.